# St-Vivien (Rouen)

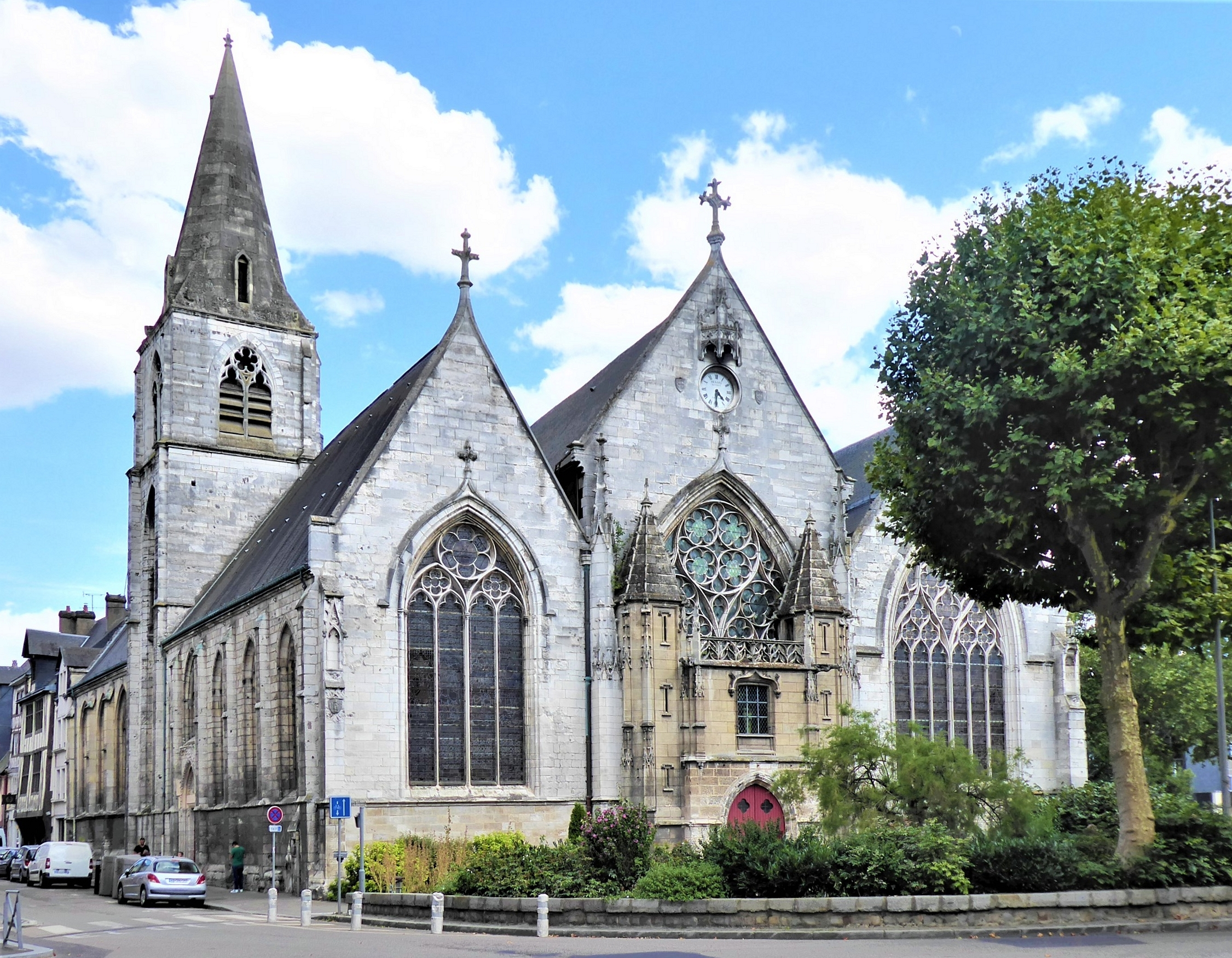
Kirche St-Vivien

St-Vivien  ist eine römisch-katholische Kirche in Rouen. Die Kirche ist seit 1932 als Monument historique klassifiziert.

## Geschichte
Die Ursprünge der Kirche liegen im Dunkeln. Nach volkstümlicher Überlieferung ist sie eine Gründung des heiligen Ouen, Bischof von Rouen im 7. Jahrhundert. Unklar ist auch, seit wann sie das Patrozinium des heiligen Vivianus trägt, der im 5. Jahrhundert Bischof von Saintes in Aquitanien war. Keine weitere Kirche in der Normandie trägt diesen Namen.
Das Areal der Kirche lag bis ins hohe Mittelalter östlich außerhalb der Stadtmauer. Zu Beginn des 11. Jahrhunderts ist in einer Schenkungsurkunde an die Abtei Saint-Ouen ein „Weinberg des hl. Vivien“ erwähnt, der erste sichere Beleg für das Patrozinium. Zur Abtei Saint-Ouen gehörte die Kirche auch in den folgenden Jahrhunderten. 1230 wurde die Vorstadt von Saint-Vivien in den Mauerring von Rouen einbezogen und die Kirche wurde Pfarrei. 1255 brannte die Abtei St-Ouen ab, und Saint-Vivien diente einige Zeit als Abteikirche.
Ein vollständiger Neubau im gotischen Stil erfolgte in der ersten Hälfte des 14. Jahrhunderts, abgeschlossen mit der Weihe am 24. Mai 1358. Nach dem Ende des Hundertjährigen Kriegs prosperierte das umliegende Tuchmacher-Viertel, und die Kirche wurde in einem jahrzehntelangen Bauprozess bis ins 16. Jahrhundert vergrößert. Im 17. Jahrhundert wurde aus finanziellen Gründen der Anbau von Wohnhäusern unmittelbar an die Kirche genehmigt. Dadurch verlor der Innenraum viel Licht, weswegen das Mittelschiff um ein hölzernes, durchfenstertes Geschoss erhöht wurde.

## Bau
Die heutige Kirche spiegelt ihre komplexe Entstehungsgeschichte: zwei Schiffe aus dem 14. Jahrhundert, Erweiterung zur dreischiffigen Hallenkirche und Verlängerung der alten Schiffe Ende des 15. Jahrhunderts, Anfügung eines vierten, kürzeren Schiffs Anfang des 16. Jahrhunderts und hölzerne Aufstockung des Hauptschiffs zur Basilika-Form im 17. Jahrhundert. Das heutige Gewölbe aus Backstein und Gips stammt von 1855. Ältester Bauteil ist der dorfkirchenartige massive Glockenturm.
Die künstlerisch bedeutende Ausstattung stammt aus den Jahrzehnten der Wiederherstellung nach der Revolution.

## Orgel

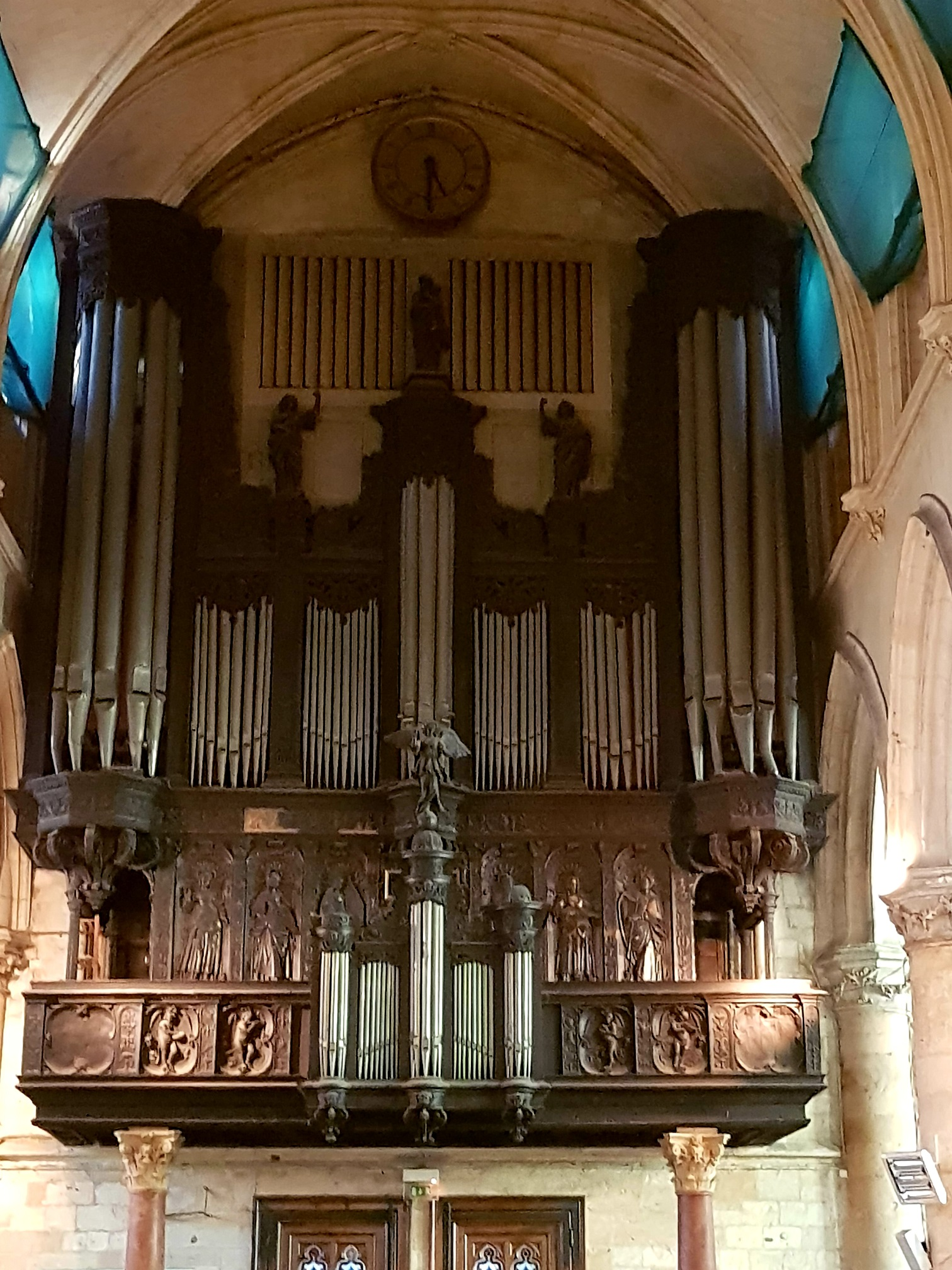
Orgel

Die Orgel wurde von Hubert Kriescher erbaut und am 28. Juni 1898 von Alexandre Guilmant eingeweiht. Erster Organist der Orgel wurde der zwölfjährige Marcel Dupré.
| I Positif C–g3 |             |
| Bourdon        | 8′          |
| Eoline         | 8′          |
| Flûte          | 4′          |
| Nasard         | 2 ⁄3′       |
| Mixture 2r     | 2' + 1 3⁄5′ |
| Clarinette     | 8′          |

| II Grand-Orgue C–g3 |     |
| Bourdon             | 16′ |
| Principal           | 8′  |
| Flûte harmonique    | 8′  |
| Salicional          | 8′  |
| Bourdon             | 8′  |
| Prestant            | 4′  |
| Doublette           | 2′  |
| Trompette           | 8′  |
| Clairon             | 4′  |

| III Récit expressiv C–g3 |     |
| Basse acoustique         | 16′ |
| Cor de nuit              | 8′  |
| Flûte traversière        | 8′  |
| Gambe                    | 8′  |
| Voix céleste             | 8′  |
| Flute octaviante         | 4′  |
| Octavin                  | 2′  |
| Trompette                | 8′  |
| Hautbois                 | 4′  |
| Voix humaine             | 8′  |

| Pedal C–f1 |     |
| Soubasse   | 16′ |
| Flûte      | 16′ |
| Bourdon    | 8′  |
| Flute      | 4′  |
| Bombarde   | 16′ |
| Trompette  | 8′  |

Die Voix humaine wurde 1957 durch Plein jeu 3r ersetzt.